# Alekszandr Alekszandrovics Ivanov
Alekszandr Alekszandrovics Ivanov (Szentpétervár, 1867. április 4. – Leningrád, 1939. november 23.) - orosz és szovjet csillagász, asztrometrikus, a Szovjetunió Tudományos Akadémiájának levelező tagja (1925).

## Életpályája
1867. április 4-én Szentpéterváron született munkáscsaládban. A szentpétervári 8. gimnáziumban tanult, ahol 1885-ben aranyéremmel végzett. A család anyagi hátrányai miatt harmadik osztálytól kezdve arra kényszerült, hogy pénzkeresés céljából órákat adjon. A gimnázium elvégzése után a szentpétervári egyetem fizika-matematika karának matematika tanszékére került. A második évben érdeklődést mutatott a csillagászatról, majd a magasabb geodéziáról szóló előadások iránt, elkezdett szakirodalmat olvasni.
Az egyetemet 1889-ben fejezte be. 1890-1901-ben A. F. Bregyihin meghívására a Pulkovói Obszervatóriumban dolgozott a nagy függőleges kör megfigyelőjeként. 1895-ben megvédte "A Föld forgómozgása" című diplomamunkáját (a forgástengely pólusainak mozgásáról a Föld szferoid felszínén), és mesterdiplomát kapott csillagászatból és geodéziából. 1896-tól magándoktorként előadásokat tartott az egyetemen. Továbbra is Pulkovóban dolgozott, miközben "A precesszió elmélete" című doktori disszertációját készítette, amelynek védésére 1899-ben került sor.
1901-ben elhagyva Pulkovót, Szentpétervárra költözött, hogy folytassa oktatói tevékenységét. Miután ajánlatot kapott D. I. Mengyelejevtől, az általa vezetett Súlyok és Mértékek Főkamarájába ment dolgozni, ahol 1902-től 1911-ig dolgozott. 1908-1929-ben - a szentpétervári (leningrádi) egyetem professzora, 1913-1919-ben - egyben az egyetem csillagvizsgálójának igazgatója, ahol rendszeres kiadványt alapított munkáiból. 1918-1919-ben - a Petrográdi Egyetem rektora. 1919-1930-ban - a pulkovói csillagvizsgáló igazgatója. 1930-tól - a D. I. Mendelejevről elnevezett Össz-szövetségi Tudományos Kutató Intézet igazgatóhelyettese.

## Tudományos tevékenysége
Fő tudományos munkái az égi mechanikáról és a gyakorlati csillagászatról szólnak. A pulkovói nagy függőleges körön végzett megfigyelések alapján három katalógust állított össze a csillagok abszolút deklinációjáról, vizsgálta a pulkovói szélesség változékonyságát. Tanulmányozta a kisbolygók mozgásának rezonanciaeseteit a Jupiter gravitációs terének hatása alatt. Tanulmányozta a Gerda kisbolygó mozgását (1872-1934 közötti megfigyelések alapján). Részletesen tanulmányozta a nem egészen gömb alakú Föld precesszióját a Hold és a Nap vonzásának hatására, és a Föld összenyomódásának 1:297,2-vel egyenlő értékét kapta - ez közel áll a mai értékhez. A Föld felszínének számos pontján végzett gravitációs mérések elemzései alapján következtetést vont le a Föld északi és déli féltekéjének aszimmetriájára. Sokat tett a szovjet időszolgálat fejlesztéséért. Általános, gömbészeti, gyakorlati és elméleti csillagászati tankönyvek szerzője. 
Az Orosz Csillagászati Társaság egyik alapítója, 1906-1910-ben és 1913-1914-ben elnöke.

## Közreműködései
- Ivanov Alekszandr Alekszandrovics // A nagy szovjet enciklopédia: [30 kötetben] / szerkesztette A. M. Prohorov - 3. kiadás - M.: Szovjet Enciklopédia, 1969.
- A Leningrádi Egyetem történetéből // A Leningrádi Egyetem Közlönye № 8, 1948. - С. 111-121. Hozzáférés 2019. január 20. Archiválva 2019. január 21.
- Kolcsinszkij I.G., Korszun A.A., Rodriguez M.G. Csillagászok: Életrajzi névtár. - 2., átdolgozott és kiegészített kiadás - Kijev: Naukova Dumka, 1986. - 512 с.